# Palwolui Christmas
Pour plus de détails, voir Fiche technique et Distribution.
Palwolui Christmas (8월의 크리스마스) est un film sud-coréen réalisé par Hur Jin-ho, sorti en 1998.

## Synopsis
Jung-won est un photographe trentenaire qui est atteint d'une maladie grave en phase terminale. Malgré tout, il continue à vivre normalement jusqu’au jour où il rencontre Da-rim, une contractuelle qui vient faire développer ses photos au magasin de Jung-won.

## Fiche technique
- Titre : Palwolui Christmas
- Titre original : 8월의 크리스마스
- Titre anglais : Christmas in August
- Réalisation : Hur Jin-ho
- Scénario : Hur Jin-ho, Oh Seung-wuk et Shin Dong-hwan
- Production : Cha Seung-jae
- Musique : Cho Sung-woo
- Photographie : Yu Yeong-gil
- Montage : Ham Sung-won
- Pays d'origine : Corée du Sud
- Langue : coréen
- Format : Couleurs - 1,85:1 - Dolby Digital - 35 mm
- Genre : Drame et romance
- Durée : 97 minutes
- Date de sortie : 24 janvier 1998 (Corée du Sud)

## Distribution
- Han Suk-kyu : Jung-won
- Shim Eun-ha : Da-rim
- Shin Gu : Le père de Jung-won
- Oh Jee-hye : Jung-sook
- Lee Han-wi : Chul-goo
- Jeon Mi-seon : Ji-won
- Kwon Hye-won : Hyo-jung

## Autour du film
- Han Seok-kyu et Shim Eun-ha se retrouveront de nouveau, un an plus tard, dans les rôles principaux de La 6ème victime.
- Un remake japonais, 8-gatsu no Kurisumasu, réalisé par Shun'ichi Nagasaki, est sorti en 2005.

## Récompenses et distinctions
- Prix du meilleur film, meilleure actrice (Shim Eun-ha) et meilleur réalisateur débutant, lors des Baeksang Best Film Awards 1998.
- Prix du meilleur film, meilleure actrice (Shim Eun-ha), meilleure photographie et meilleur réalisateur débutant, lors des Blue Dragon Film Awards 1998.
- Prix FIPRESCI lors du Festival international du film de Flandres 1998.
- Prix FIPRESCI lors du Festival international du film de Pusan 1998.
- Prix Dragons et Tigres lors du Festival international du film de Vancouver 1998.
- Prix du meilleur scénario, meilleur réalisateur débutant et prix du jury, lors des Grand Bell Awards 1999.
- Nomination au prix du meilleur film, lors du Festival du film de Vérone 1999.
- Nomination au prix du meilleur film asiatique, lors du Festival international du film de Singapour 1999.